# شعب النور (الشحر)

تعديل مصدري - تعديل

شعب النور هي إحدى قرى عزلة الشحر بمديرية الشحر التابعة لمحافظة حضرموت، بلغ تعداد سكانها 109 نسمة حسب تعداد اليمن لعام 2004.